# De laudibus sanctae crucis

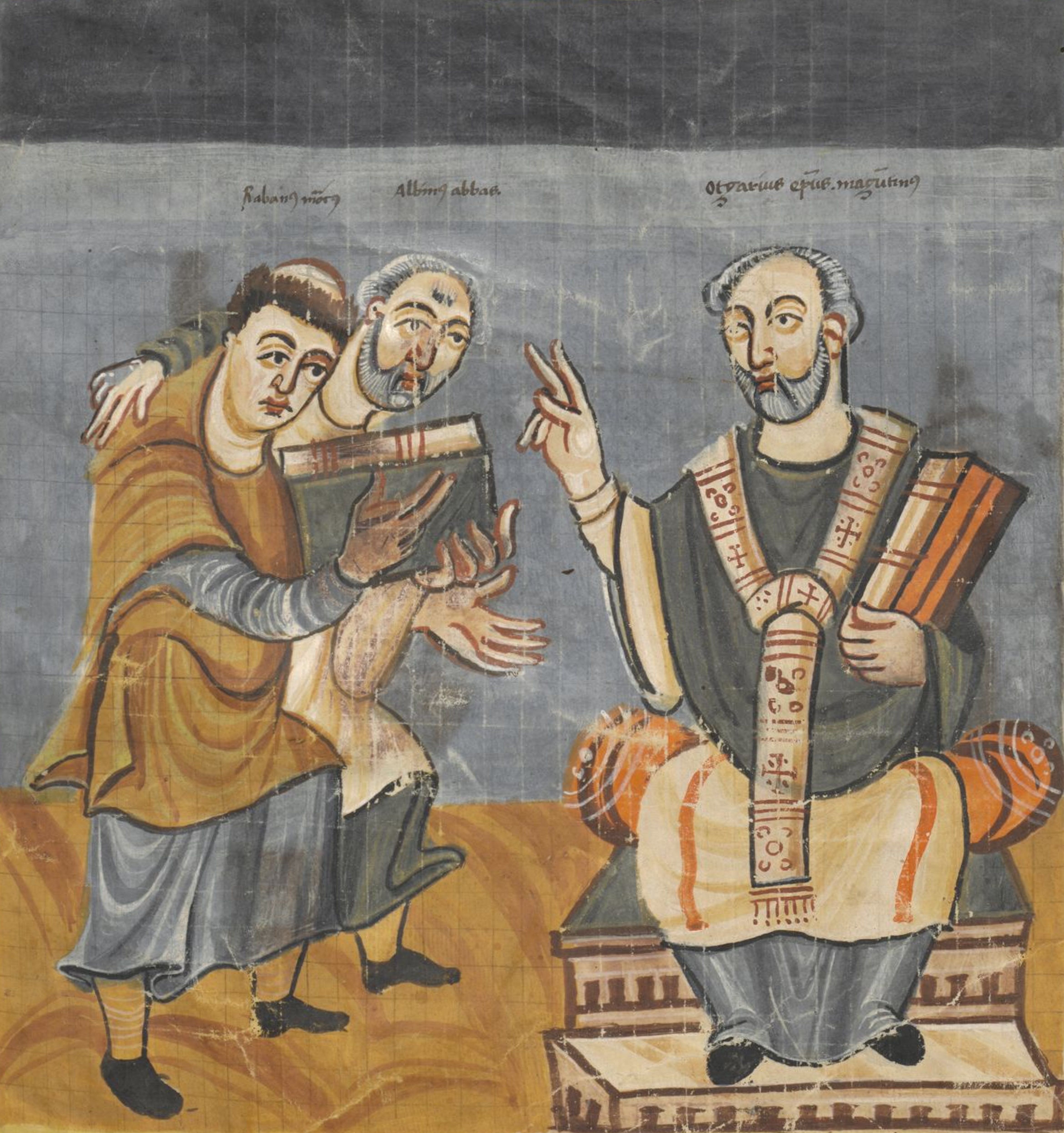
Der junge Hrabanus Maurus (links), unterstützt von seinem Lehrer Alkuin, dem Abt des Stifts St. Martin zu Tours (Mitte), überreicht dem Heiligen Martin, Erzbischof von Tours, von späterer Hand fälschlich als der Mainzer Erzbischof Otgar bezeichnet, sein Werk De laudibus sanctae crucis. Darstellung in einem Manuskript aus Fulda um 830/40 (Wien, ÖNB cod. 652, fol. 2v)

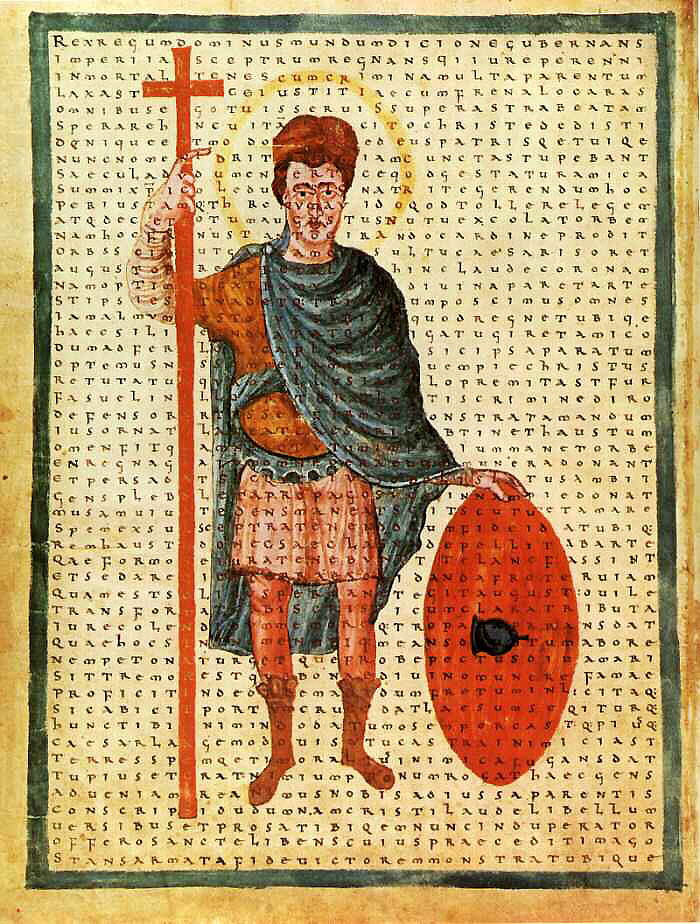
Darstellung Ludwigs des Frommen in der Handschrift Vatikanstadt, Biblioteca Apostolica Vaticana, Reg. lat. 124, fol. 4v (Fulda, 2. Viertel des 9. Jahrhunderts, wohl um 825/26)

De laudibus sanctae crucis („Vom Lob des heiligen Kreuzes“), auch als Opus in honorem sanctae crucis conditum bzw. In honorem sanctae crucis oder Liber  sanctae crucis bezeichnet, ist ein in der Technik der sogenannten Gittergedichte mit In-Texten (versus cancellati) gestalteter Figurengedichtzyklus, dessen Figuren teilweise durch geometrische Formen, Buchstaben und Zeichnungen, teilweise aber auch durch mehrfarbig ausgeführte Miniaturen gebildet sind. Deshalb sind die sechs zu Lebzeiten des Verfassers im Skriptorium des Klosters Fulda entstandenen und noch erhaltenen Handschriften des 9. Jahrhunderts nicht zuletzt bedeutende Werke der karolingischen Buchmalerei, zumal da an Illustrationen noch zwei Dedikationsbilder zu den Widmungsgedichten an den Heiligen Martin von Tours und an Papst Gregor IV. sowie die Darstellung Kaiser Ludwigs des Frommen im Widmungsgedicht für ihn hinzukommen. Das Werk wurde um das Jahr 810 von dem späteren Fuldaer Abt und Mainzer Erzbischof Hrabanus Maurus (ca. 780–856), einem der herausragendsten karolingischen Gelehrten und Schüler Alkuins von York, als Opus geminum  angelegt (d. h. als Werk, das seinen Stoff in Prosa und Vers doppelt behandelt) und vom Autor selbst kommentiert.

## Form und Inhalt

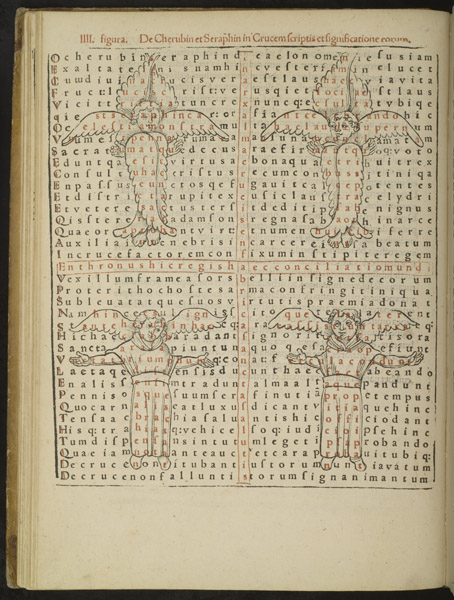
IIII. figura.
De Cherubin et Seraphin in crucem scriptis… aus: Jakob Wimpheling, Magnencij Rabani Mauri De laudibus sancte crucis opus. erudicione versu prosaque mirificum. Thomas Anshelm, Pforzheim 1503, fol. 8v

Vor dem Hintergrund von byzantinischem Bilderstreit und der Diskussion um die Bilder im Frankenreich (Libri Carolini) entfaltet der „Lehrer Germaniens“ seine Christusdarstellung, die eng mit der Verehrung des heiligen Kreuzes verbunden ist. Das Kreuz ist nicht nur Gegenstand des Werks, sondern bestimmt auch seine formale Gestalt. Der Bedeutung des Themas entspricht die hochkomplexe und anspruchsvolle formale Struktur: die Einleitung bildet ein, in den Handschriften variierender, Bestand an bis zu fünf teilweise von Miniaturen begleiteten Widmungsgedichten, darunter das Figurengedicht für Kaiser Ludwig den Frommen. Dazu kommen ein Prolog in Prosa und ein Versprolog mit Musenanruf als Figurengedicht sowie ein Kapitelverzeichnis.  Das eigentliche Zentrum des Werks besteht aus 28 Figurengedichten, von denen jedes formal eine aus unterschiedlichen heilsgeschichtlich bedeutsamen Elementen gebildete Kreuzesdarstellung enthält und inhaltlich Aspekte der Kreuzestheologie, so dass sie als Ganzes die gesamte Kreuzestheologie sowie wesentliche Aspekte der Soteriologie, Offenbarungstheologie und Christologie zur Entfaltung bringen. Zur Freilegung der Sinnstruktur ist jedem der Figurengedichte eine Erläuterung (declaratio) auf der ihm gegenüberliegenden Seite beigefügt, in denen es neben einer Lesehilfe für die Intexte vor allem um die Auslegung des sensus spiritalis, des geistlichen Sinns, steht. Das erste Buch ist demnach von dichotomischer Struktur, bestehend aus Text und Kommentar. Im Anhang findet sich noch eine Lesefassung der Figurengedichte unter Weglassung der die Lektüre behindernden Figuren. Das zweite Buch, welches das Werk zu einem sogenannten Opus geminum macht, hat eine sehr viel einfachere Binnenstruktur, denn außer einer Vorrede (praefatio) in Prosa enthält es lediglich eine Prosaparaphrase für jedes der – wörtlich kaum verständlich zu übersetzenden – 28 Figurengedichte in der vorgegebenen Abfolge.
Die Zahl 28 ist wie die Zahl 6 identisch mit der Summe ihrer Teiler und gilt in der Zahlensymbolik als vollkommene Zahl (numerus perfectus). Die aus der Spätantike (Publilius Optatianus Porfyrius; Venantius Fortunatus) überlieferte Technik des Figurengedichtes erlaubte die Kombination von Bild (imago) und Schrift bzw. Wort (signum) in der Weise, dass durch das Bild aus dem Grundtext ein Intext ausgegrenzt und dadurch überhaupt erst konstituiert wird. In den Fällen, in denen als Bild Buchstaben gewählt sind, ergeben sich sogar drei Textebenen. Das Bild offenbart also den verborgenen Intext und wird dadurch selbst zum Zeichen. Außerdem sind alle Bilder Repräsentationen des Kreuzes, verweisen also auf das universale Heils- und Christussymbol. Dieses wird in den Texten jedoch auch als Grundstruktur des gesamten von Gott geschaffenen Kosmos erwiesen. Es ist also nicht ein konventionelles Zeichen, sondern seine Existenz besitzt ihren realen Grund in der Schöpfung, der dadurch ihrerseits als Ganzer eine durch den Offenbarungswillen Gottes im Rahmen seines Heilsplanes vorgesehene heilsgeschichtliche Zeichenbedeutung zugesprochen wird. Methodische Prämisse der Konzeption ist die der spätantik-mittelalterlichen Bibelexegese zugrundeliegende, auf Philon von Alexandria, Origenes, Ambrosius und Augustinus und letztlich auf die antike Homerphilologie zurückgehende hermeneutische Theorie vom mehrfachen Schriftsinn, wonach zwischen dem sensus historicus (auch sensus litteralis oder planus) und dem sensus figuralis (auch spiritalis oder mysticus) zu unterscheiden ist. Jede Aussage kann also nach dem Wortsinn oder nach ihrer Zeichenbedeutung interpretiert werden. Die Zeichenbedeutung kann sich auf die moralische (auch tropologische), die heilsgeschichtliche (auch allegorische oder typologische, d. h. die Präfiguration des Neuen Testaments im Alten Testament aufweisende) oder die anagogische (endzeitliche) Bedeutungsebene beziehen.
Programmatischen Charakter hat dabei die Darstellung des lebenden Jesus Christus im ersten Figurengedicht. Jesus, der das Kreuz als Heilszeichen eingesetzt und sich und den göttlichen Heilsplan damit offenbart hat,  wird zwar in seiner menschlichen Natur dargestellt, der Gekreuzigte – bildlich dargestellt – kann jedoch nur als Hinweis (signum) auf die doppelte (menschliche und göttliche) Natur Christi verstanden werden. Abbildlichkeit kommt ihm also nur im Hinblick auf die menschliche Natur Jesu zu, Zeichen (aufgrund seiner Kreuzgestalt) ist es im Hinblick auf die göttliche Natur des gekreuzigten Christus. Auch dem Bild kommt demnach Zeichencharakter zu; es ist daher Medium göttlicher Offenbarung, nicht lediglich totes und verfälschendes Abbild, wie die Bildkritiker argumentierten.

## Überlieferung
De laudibus sanctae crucis ist aus dem Mittelalter in 80 Handschriften überliefert, was ein reges Interesse dieser Epoche an diesem Werk des Hrabanus Maurus voraussetzt, der sich, wie die zahlreichen Dedikationsexemplare und die größtenteils auf das Fuldaer Skriptorium zurückgehende frühe Handschriftenüberlieferung zeigen, auch selbst ungewöhnlich intensiv um die Verbreitung seines Werkes bemühte. Aus der Lebenszeit des Gelehrten selbst sind folgende Handschriften erhalten:
De laudibus sanctae crucis
- an Erzbischof Otgar von Mainz (826–847), um 825/826 (Vatikanstadt, Biblioteca Apostolica Vaticana, Reg. lat. 124 Digitalisat der BAV)
- an Kaiser Ludwig den Frommen (814–840), um 831 (Paris, Bibliothèque nationale de France, Lat. 2423 Digitalisat in Gallica)
- an Papst Gregor IV. (827–844), um 843/844 (Amiens, Bibliothèque municipale, Ms. 223 Digitalisat in Gallica)
- an das Kloster St. Denis, um 843/847 (Paris, Bibliothèque Nationale de France, Lat. 2422 Digitalisat in Gallica)
- an den Markgrafen Eberhard von Friaul, um 845 (Turin, Biblioteca Nazionale Universitaria, K II.20)
- für Bischof Gozbald von Würzburg oder für das Kloster Fulda, nach 830, wohl nach 842 (Wien, Österreichische Nationalbibliothek, Cod. 652 Digitalisat der ÖNB)

## Die vatikanische HandschriftReginensis latinus 124

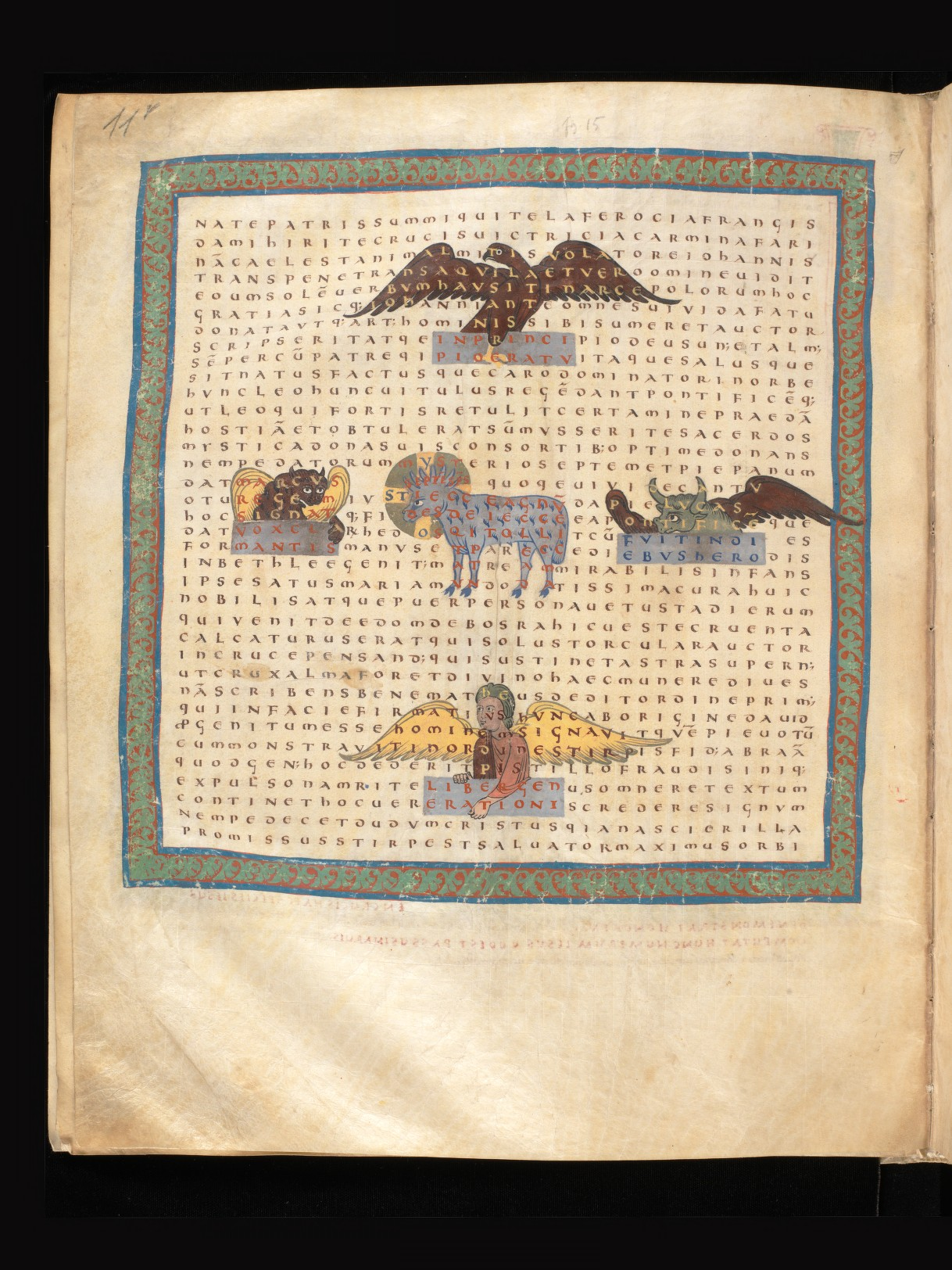
Das Lamm Gottes, umgeben von den Evangelistensymbolen in der Handschrift aus dem Anfang des 11. Jahrhunderts Bern, Burgerbibliothek, Cod. 9, Digitalisat in e-codices fol. 11v

Besonders die in Fulda entstandene älteste und textkritisch bedeutendste, heute im Vatikan aufbewahrte Handschrift Reginensis latinus 124, „in der eine Fülle von Hrabans sich über Jahrzehnte verteilenden Korrekturen gesammelt worden ist,“  zeigt De laudibus sanctae crucis in einer sehr schönen Fassung. Auf 61 Pergamentblättern sind ausgebreitet:
- Widmung an Erzbischof Otgar von Mainz (folio 1verso [Blatt 1 Vorderseite])
- Widmung (dedicatio, an den heiligen Martin) (fol. 2v)
- Empfehlung durch Alkuin (fol. 3recto [Blatt 3 Rückseite])
- Überreichen des Buches an Papst Gregor IV. (fol. 3v–4r)
- Figurengedicht zu Ehren Kaiser Ludwigs des Frommen mit Erläuterung (fol. 4v–5r)
- Prolog zum Gesamtwerk (fol. 6r/v)
- Prologfigurengedicht (fol. 7r)
- Inhaltsverzeichnis (fol. 7v–8r)
- 1. Hauptteil/Buch: 28 Kreuzgedichte (jeweils auf dem Verso) und Erläuterungen (jeweils auf dem folgenden Recto) (fol. 8v–36r)
- Zwischenteil: Texte der Kreuzgedichte in Hexametern (fol. 36v–43r)
- Vorrede zum 2. Buch (fol. 43v)
- 2. Hauptteil/Buch: Prosaparaphrasen der 28 Kreuzgedichte (fol. 44r–61r)

Der Codex war ursprünglich für den Mainzer Erzbischof Haistulf bestimmt, wurde aber nach dessen Tod mit einer Widmung an Erzbischof Otgar versehen. Er muss dann zum Bestand der Mainzer Dombibliothek gehört haben, wo ihn Hrabanus Maurus vorfand, als er sein Amt als Erzbischof von Mainz antrat. Er wurde nun mit den Zueignungsgedichten der inzwischen erfolgten Widmungen an Kaiser Ludwig den Frommen (831) und Papst Gregor IV. (844) sowie an das Kloster Saint-Martin in Tours (wohl zwischen 814 und 822) auf einem nachträglich eingefügten Binio (zwei ineinandergelegte Doppelblätter), fol. 2–5, ergänzt. Außerdem wurde „zur Erleichterung der Lektüre auf einer weiteren neuen Lage,“ einem Ternio (drei ineinandergelegte Doppelblätter), fol. 37–42, unter Einschluss der leeren fol. 36v und fol, 43r am Ende von Buch I und am Beginn von Buch II „eine Wiederholung der Hexameter“ der Grundtexte der Figurengedichte ergänzt.  Unzutreffend ist die Meinung Herrad Spillings, Figura I sei trotz den umfangreichen Ergänzungsmaßnahmen unvollendet geblieben.  Die wohl ins  14. Jahrhundert zu datierende spätere Ergänzung der Verse des Grundtextes von Figura I außerhalb der Christusfigur (fol. 8v) ist keine Ergänzungs-, sondern vielmehr eine Restaurierungsmaßnahme aufgrund der Verblassung der ursprünglichen Beschriftung auf Goldgrund. Zu einem nicht näher bestimmbaren Zeitpunkt, wohl nach Hrabans Tod, gelangte  er ins Kloster Fulda zurück. Dort ist er im 16. Jahrhundert bezeugt, als Kaiser Rudolf II. († 1612) ihn – belegt durch ein Schreiben vom 15. Juni 1598 – auslieh. Die Handschrift gelangte nach Prag, wurde dort kopiert und blieb auch weiterhin in Prag, bis sie im  Dreißigjährigen Krieg (1618–1648) von den Schweden erbeutet wurde. Die schwedische Königin Christina († 1689) verleibte den Codex ihrer Bibliothek ein. 1655 konvertierte sie zum katholischen Glauben und lebte danach lange in Rom, wo nach ihrem Tod 1689 ihre Bibliothek und damit die Rabanus-Handschrift zunächst an Kardinal Decio Azzolini (1623–1689) und nach dessen noch im selben Jahr erfolgten Ableben aus seinem Nachlass zusammen mit weiteren Handschriften durch Ankauf an Papst Innozenz XI. und schließlich in die Biblioteca Apostolica Vaticana gelangte, wo sie in den nach der schwedischen Königin benannten Fond der Codices Reginenses latini eingereiht wurde.